# Rainer Waßner
Rainer Waßner (* 1944 in Berlin) ist ein deutscher Soziologe.

## Leben
Seine Schwerpunkte sind Soziologiegeschichte, Kultur- und Religionssoziologie. Von 1977 bis 2002 war er wissenschaftlicher Mitarbeiter und Lehrbeauftragter an diversen Forschungseinrichtungen. Er war Mitherausgeber der Kritik der öffentlichen Meinung als Band 14 der Ferdinand Tönnies Gesamtausgabe. Zu seinen Forschungsschwerpunkten gehört die Geschichte der Soziologie in Hamburg sowie Religion. Er legte Arbeiten über Rudolf Heberle und  Andreas Walther sowie Ferdinand Tönnies vor.

## Schriften (Auswahl)
- Magie und Psychotherapie. Eine gesellschaftswissenschaftliche Vergleich von Institutionen der Krisenbewältigung (= Schriften zur Kultursoziologie. Band 2). Reimer, Berlin 1984, ISBN 3-496-00722-2 (zugleich Dissertation, Hamburg 1982).
- Andreas Walther und die Soziologie in Hamburg. Dokumente, Materialien, Reflexionen (= Materialien der Ferdinand-Tönnies-Arbeitsstelle am Institut für Soziologie der Universität Hamburg. Band 4). Ferdinand-Tönnies-Arbeitsstelle am Institut für Soziologie, Hamburg 1985, ISBN 3-925721-02-9.
- als Herausgeber: Wege zum Sozialen. 90 Jahre Soziologie in Hamburg. Leske und Budrich, Opladen 1988, ISBN 3-8100-0595-9.
- Rudolf Heberle. Soziologie in Deutschland zwischen den Weltkriegen (= Materialien der Ferdinand-Tönnies-Arbeitsstelle am Institut für Soziologie der Universität Hamburg. Band 11). Fechner, Hamburg 1995, ISBN 3-929215-03-9 (Download-Möglichkeit, bereitgestellt durch Ferdinand-Tönnies-Gesellschaft, 2021).
- Institution und Symbol. Ernst Cassirers Philosophie und ihre Bedeutung für eine Theorie sozialer und politischer Institutionen (= Spuren der Wirklichkeit. Band 17). Lit, Münster/Hamburg/London 1999, ISBN 3-8258-4172-3.
- Kritik der öffentlichen Meinung (= Band 14 der Ferdinand Tönnies Gesamtausgabe), hgg. von Alexander Deichsel, Rolf Fechner und Rainer Waßner, Berlin/New York 2002.
- Gestalt und Gestalten der Soziologie in Hamburg. 120 Jahre Wissenschaft vom Sozialen (als Herausgeber), Verlag Traugott Bautz, Nordhausen 2014, ISBN 978-3-88309-933-0.
- Die letzte Instanz. Religion und Transzendenz in Ernst Jüngers Frühwerk, Verlag Traugott Bautz, Nordhausen 2015, ISBN 978-3-95948-027-7.
- als Herausgeber: Gestalt und Gestalten der Soziologie in Hamburg. Zum 100. Geburtstag der Universität, Verlag Traugott Bautz, Nordhausen 2018, ISBN 978-3-95948-364-3.